# Großrinderfeld
Großrinderfeld là một thị xã nằm ở huyện Main-Tauber-Kreis, thuộc bang Baden-Württemberg, tây nam nước Đức. Nơi đây nằm giữa hai thị trấn Tauberbischofsheim và Würzburg.
Großrinderfeld bao gồm bốn ngôi làng Großrinderfeld, Gerchsheim, Schönfeld và Ilmspan.